# James Hargreaves
James Hargreaves (1720 – 22 tháng 4 1778) là một thợ dệt và nhà phát minh ở Lancashire, Anh. Ông nổi tiếng với phát minh ra máy kéo sợi Jenny năm 1764.
Cùng với Richard Arkwright, Hargreaves là một trong những tên tuổi nổi tiếng nhất trong Cách mạng công nghiệp ở Anh, nhưng người ta không biết nhiều về cá nhân ông. Ông sinh ra tại Oswaldtwistle ở Lancashire, ông sống tại Blackburn, khi đó là một thị xã với dân số vào khoảng 5.000 người, nổi tiếng về sản phẩm "Blackburn greys", sợi vải lanh và sợi cotton. Chúng thường được đưa đến London để in hoa.
Hargreves sinh ra vào lúc giai cấp tư sản đang lên, xã hội phong kiến đang suy tàn, sự cạnh tranh trong sản xuất, kinh doanh xảy ra rất kịch liệt. Là con của một gia đình thợ mộc, từ nhỏ Hargreves dã phải sống trong cảnh nghèo khổ. Khi lớn, Hargreves đã phải làm quen với đục, cưa, bào, theo nghề thợ mộc. Được ông nội và cha, hai người thợ mộc giỏi, dìu dắt, Hargreves nhanh chóng trở nên người thợ giỏi.
Vợ của Hargreves là thợ dệt. Hargreves thuê của chủ xưởng một máy xe sợi và một máy dệt để vợ ở nhà trông con mà vẫn có thể dệt vải. Hai vợ chồng phải làm lụng để duy trì cuộc sống gia đình; Hargreves thật ái ngại khi nhìn người vợ đã phải làm việc vất vả cùng chiếc máy xe sợi, máy dệt cổ lỗ.
Năm 1733, một công nhân dệt, xuất thân là thợ chữa đồng hồ đã cải tiến chiếc thoi dệt, phát minh "thoi nhanh" và được ngành dệt công nhận đã làm tăng sản lượng dệt vải lên nhiều lần, tạo nên một thực trạng là khâu kéo, xe sợi không đáp ứng kịp với yêu cầu của khâu dệt vải. Công nhân xe sợi, kéo sợi ở Lancashier vẫn sử dụng máy xe sợi loại cổ có hiệu suất rất thấp, sợi xe ra to, thô, chất lượng kém. Máy xe sợi mà vợ của Hargreves sử dụng chính là loại cổ lỗ ấy. Để vợ đỡ vất vả, Hargreves thường thay vợ xe sợi. Chính qua công việc này, lại có đầu óc nhanh nhạy của một người thợ giỏi, Hargreves rất nhanh nắm vững kỹ thuật xe sợi, và hiểu kỹ càng nguyên lý làm việc và cơ cấu của máy xe sợi không phức tạp gì mấy đó. Từ đó Hargreves nảy ra ý định làm thêm một máy xe sợi nữa, và cải tiến máy sao cho vợ có thể hoàn thành định mức chủ xưởng dệt đòi hỏi, khỏi bị phạt, bị trừ tiền công.
Đâu ngờ từ ý định đó Hargreves đã là người phát minh ra máy xe sợi kiểu mới, giải quyết được mâu thuẫn giữa khâu xe sợi và khâu dệt vải, góp phần đưa ngành dệt nước Anh và thế giới tiến vọt.